# Glagolski čas
(Glagolski) čas je slovnična kategorija, ki opisuje časovno umeščenost situacije/dejanja v izrečenem stavku. Glede na odnos med dejanjem v izrečenem stavku in neko referenčno točko na časovni premici lahko govorimo o:
- absolutnem času, pri katerem je referenčno izhodišče trenutek govorjenja, do katerega izražena situacija vzpostavlja razmerje;
- relativnem času, pri katerem referenčno izhodišče ne sovpada s trenutkom govorjenja, ampak z drugo situacijo. Glagolske oblike v tem primeru izražajo dobnost.

## Absolutni čas
Pri absolutnem času referenčno izhodišče sovpada s trenutkom govorjenja. O sedanjosti govorimo, ko dejanje sovpada s trenutkom govorjenja, npr. (Zdaj) berem; o preteklosti, kadar se je dejanje zgodilo pred trenutkom govorjenja, npr. Bral sem; o prihodnosti pa, ko se je dejanje zgodilo za trenutkom govorjenja, npr. Bral bom. Absolutna raba je deiktična oz. povezana z govorčevo umeščenostjo v »tukaj in zdaj« (lat. Hic et nunc), referenčno izhodišče je torej govorčeva sedanjost.

## Relativni čas
Pri relativni časovni rabi gre za to, da glagolske oblike niso izražene glede na trenutek govorjenja, ampak glede na kak drug dogodek na časovni premici. V primeru Videl sem ga, kako bere, sedanjiška oblika (bere) v odvisnem stavku ne označuje trenutka govorjenja, ampak dejanje, ki je istodobno glede na povedek v glavnem stavku. Nekateri jezikoslovci (med njimi tudi Roman Jakobson) relativno časovno rabo imenujejo taksis. Po njihovem mnenju gre pri tem za nedeiktično kategorijo, saj dejanje ni vezano na trenutek govora.
Pri relativnem času razlikujemo:
- istodobnost,
- preddobnost in
- zadobnost.

Čas glavnega stavka je izhodišče, ki pogosto določa obliko in interpretacijo časa v odvisnem stavku. Pogosto je slovnično izražanje časa v odvisnih stavkih organizirano drugače kot v glavnem. Tako npr. v angleščini za izražanje nekega prihodnjega dejanja v časovnem odvisniku uporabljamo sedanjik, ne prihodnjik: When he comes, he will open the door 'Ko bo prišel, bo odprl vrata' in ne *When he will come, he will open the door. Nekateri jeziki, kot npr. latinščina, grščina, angleščina, italijanščina, poznajo vrsto slovničnih pravil, tj. sosledico časov, ki glede na čas v nadrednem stavku določa glagolske oblike v podrednem stavku.
V slovenščini se za preddobnost dejanja v odvisnem stavku lahko uporablja predpreteklik (npr. Kaj si mu bil storil, da ti ni mogel oprostiti?), sicer pa je pogostejša raba navadnega preteklika (Kaj si mu storil, da ti ni mogel oprostiti?). Tudi v ruščini je predpreteklik prisoten le v nekaterih severnih narečjih in se precej redko uporablja v knjižnem jeziku. Predpreteklik uporabljajo še danes npr. v angleščini (past perfect), nemščini (Plusquamperfekt), v nekaterih romanskih jezikih poznajo dva predpreteklika (v italijanščini obstajata trapassato prossimo in trapassato remoto) in drugih jezikih. 
Nekateri jeziki za prikazovanje dejanj v njihovem poteku (tj. prikazanih delno, brez začetka in konca) v neki pretekli točki (ali v točki, ki je preddobna glede na centralno dejanje) uporabljajo imperfekt. To pretekliško obliko pozna večina romanskih jezikov, grščina in angleščina (Past progressive), v večini slovanskih jezikov imperfekt ni več v rabi.
Zanimiv način rabe relativnega časa je označevanje prihodnosti v preteklosti, ki daje vpogled v namere vršilca dejanja ali pa je interpretirana kot ukaz. V italijanščini se to izraža s sestavljenim pogojnikom (condizionale composto): Disse che il giorno dopo sarebbe partito presto. 'Rekel je, da bo naslednji dan odpotoval zgodaj'.

## Sodobne raziskave glagolskega časa
Osnovni dosežki na področju raziskovanja kategorije glagolskega časa v zadnjih desetletjih so povezani predvsem s tipološkimi raziskavami in formalno semantiko. Raziskovanje kategorije časa z vidika tipologije temelji na prepoznavanju meril medjezikovnih razlik v slovničnem izražanju časovnega referenčnega izhodišča. Poglavitna spoznanja na tem področju povezujemo s študijami Bernarda Comrija (splošna teorija slovničnega časa), Östena Dahla (tipologija vidsko-časovnih sistemov, sinhrona razdelitev glagolskih časov, kategorija časovne razdalje), Joan Bybee (diahroni razvoj izražanja vida in časa) in Suzanne Fleischaman.
Za enega najpomembnejših raziskovalcev kategorije čase v okviru formalne semantike velja Hans Reichenbach, ki se je zavzemal za razlikovanje med trenutkom govorjenja, trenutkom dogodka in referenčno točko. Predpostavljal je, da je na ravni teh pojmov možno formulirati objektivne posplošitve o distribuciji sredstev za izražanje časa. Po njegovih raziskavah so sledile študije na področju formalne analize časovne semantike. Arthtur N. Pryor je utemeljil t.i. časovno logiko, ki temelji na trenutku govorjenja in na pojmovanju časovnega intervala. Michael Bennett in Barbara Partee veljata za utemeljitelje sodobne paradigme semantičnih raziskav glagolskega časa in ostalih kategorij glagola, zlasti glagolskega vida.

## Slovenščina
Sodobna slovenščina pozna štiri glagolske čase:
- preteklik (npr. storil sem)
- sedanjik (npr. storim)
- prihodnjik (npr. storil bom)
- predpreteklik (npr. storil sem bil) – izraža pred katerim drugim preteklim dejanjem izvršeno dejanje ali daljno preteklost

Stara slovenščina je poznala tudi nastopnik (aorist), dovršilnik (perfekt) in nedovršilnik (imperfekt).

### Odnos z ostalimi kategorijami glagola
Kategorija časa je tesno povezana z ostalimi glagolskimi kategorijami, še posebej s kategorijama naklona in vida. Odnos med časom in naklonom se kaže v tem, da so lahko glagoli v različnih časih le v povednem naklonu, pri katerem je proces glagola predstavljen kot resničen in sedanji, pretekli ali prihodnji. Velelni naklon, ki predstavlja proces kot neresničen, tj. zgolj zaželen ali verjeten, ne izraža časovnih pomenov. Slovenščina poleg osnovnega pogojnika pozna še pretekli pogojnik, ki izraža neuresničljivo dejanje v preteklosti, npr. On bi ti bil posodil, če bi imel denar.

## Slovnični čas v drugih jezikih
Veliko jezikov pozna trihotomijo preteklost-sedanjost-prihodnost. Mednje sodi večina germanskih, romanskih in slovanskih jezikov. Nekaj jezikov uporablja dihotomičen sistem preteklost-nepreteklost ali prihodnost-neprihodnost. Prva dihotomija je prisotna v nekaterih uralskih jezikih, npr. v finščini, kjer ena glagolska oblika dopušča dve interpretaciji, in sicer lahko pomeni, da se je nekaj zgodilo pred trenutkom govora, ali da poteka sočasno s trenutkom govora.  Tudi japonščina pozna le pretekli in nepretekli čas, pri čemer s slednjim označujejo sedanja in prihodnja dejanja. Sistem prihodnost-neprihodnost je manj zastopan in je pogosto interpretiran kot opozicija realno-irealno. Med jezike, ki imajo sistem opozicije prihodnost-neprihodnost sodita jezik gua, ki ga govorijo v Gani, in takelma (penutska družina, ZDA). Tudi grenlandščina pozna le prihodnji in neprihodnji čas in z neprihodnjikom izraža sedanjost in preteklost. Tretja logična dvojica bi bila sedanjost-nesedanjost, vendar se ne uporablja v nobenem jeziku.
Nekateri jeziki poznajo večje število glagolskih časov in z različnimi oblikami razločujejo manj očitne razmejitve v preteklosti (na primer za daljno in bližnjo preteklost) ali prihodnosti (bližnja in daljna prihodnost). Nekateri jeziki, na primer kitajščina, glagolskih časov ne poznajo.
Slovnični čas je predvsem kategorija glagola, saj se najpogosteje izraža s ponami, ki se nahajajo v glagolski obliki. Drugi načini izražanja časa so manj pogosti, kljub temu pa vseeno prisotni v nekaterih jezikih. Tako se na primer v jeziku warlpiri (avstralska jezikovna družina) čas izraža z naslonkami. V nekaterih drugih jezikih se izraža s priključevanjem morfemov k samostalniški besedi. Ta pojav je prisoten v gvaranščini (tupijska jezikovna družina, Brazilija).